# Região Geográfica Imediata de Campinas
A Região Geográfica Imediata de Campinas é uma das 53 regiões imediatas do estado brasileiro de São Paulo, uma das 11 regiões imediatas que compõem a Região Geográfica Intermediária de Campinas e uma das 509 regiões imediatas no Brasil, criadas pelo IBGE em 2017.
É composta por 18 municípios, tendo uma população estimada pelo IBGE para 1.º de julho de 2017, de 3 036 180 habitantes e uma área total de 3 417 km², seus municípios integram a Região Metropolitana de Campinas (com exceção de Elias Fausto que integra a Região Metropolitana de Piracicaba).
A cidade-sede de Campinas é a mais populosa do interior paulista e do interior do Brasil.

## Municípios
Fonte: IBGE – Cidades
| Município              | População Estimativa 2017 | Área (km²) |
| ---------------------- | ------------------------- | ---------- |
| Americana              | 233 868                   | 134        |
| Artur Nogueira         | 51 986                    | 178        |
| Campinas               | 1 182 429                 | 795        |
| Cosmópolis             | 69 086                    | 155        |
| Elias Fausto           | 17 393                    | 202        |
| Holambra               | 14 012                    | 66         |
| Hortolândia            | 222 186                   | 62         |
| Indaiatuba             | 239 602                   | 312        |
| Jaguariúna             | 54 204                    | 141        |
| Monte Mor              | 57 240                    | 241        |
| Nova Odessa            | 58 227                    | 74         |
| Paulínia               | 102 499                   | 139        |
| Pedreira               | 46 598                    | 109        |
| Santa Bárbara d'Oeste  | 191 889                   | 271        |
| Santo Antônio de Posse | 22 801                    | 154        |
| Sumaré                 | 273 007                   | 153        |
| Valinhos               | 124 024                   | 149        |
| Vinhedo                | 75 129                    | 82         |
| Total                  | 3 036 180                 | 3 417      |